# Marv Wolfman
 (novsembre 2018).
Marvin A. « Marv » Wolfman (né le 13 mai 1946 à Brooklyn, à New York, dans l'État de New York) est un scénariste américain de comics. Il est célèbre pour son travail sur Tomb of Dracula pour Marvel Comics et pour Teen Titans de DC Comics.

## Biographie
Avant de travailler officiellement pour DC Comics en 1968, Marv collabore fréquemment avec son ami Len Wein. Lorsqu'il est chez DC, il écrit plusieurs scénarios. À l'époque DC crédite rarement les auteurs. Seuls les plus importants ont leur nom inscrit sur le comics. Or dans le numéro 83 de House of Secret se trouve l'histoire intitulée The Stuff Dreams are made of et racontée par un « Wandering Wolfman » (un « Loup-garou errant »). L'organe d'auto-censure des éditeurs de comics, la Comics Code Authority, menace de ne pas apposer son sceau sur le comics car la mention des monstres, vampires, loups-garous est interdite. Or, cela siginifierait le retrait du comics des présentoirs dans les magasins de journaux. Le scénariste Gerry Conway part donc expliquer à ses membres que Wolfman est le vrai nom de l' auteur du comics : Marv Wolfman. Un accord entre DC et la CCA est trouvé lorsque Conway propose que Wolfman soit correctement crédité comme auteur. À partir de ce moment les scénaristes sont tous crédités chez DC Comics.
En 1974, Wein et Wolfman partent travailler pour Marvel en tant que protégés du rédacteur de l'époque, Roy Thomas. Quand ce dernier quitta Marvel, Wein et Wolfman lui succédèrent, Wein étant responsable des comics en couleur, et Wolfman des titres en noir et blanc. Un an plus tard, Wolfman prit la place de Wein pour les titres en couleur.
Durant toute sa période Marvel, Wolfman scénarisa Amazing Spider-Man (où il fut un des cocréateurs de la Chatte Noire), Fantastic Four et Doctor Strange. Il cocréa aussi Nova / Richard Rider, le super-héros ado, titre dans lequel Wolfman essaya de recapturer l'esprit « fun » qui régnait à l'époque Stan Lee/Jack Kirby.
Son travail le plus reconnu fut toutefois pour Tomb of Dracula, un comic d'horreur dessiné par Gene Colan, qui est considéré comme « one of the most critically-acclaimed horror-themed comic books ever (trad : l'un des comic d'horreur les plus acclamées par la critique) , ». En se basant sur l'histoire de Bram Stoker, Wolfman créa sa propre mythologie vampire et créa de nombreux personnages, dont Blade. Ce titre a eu une certaine influence sur Joss Whedon, qui est un grand amateur de comics, lors de la création de Buffy contre les vampires. 

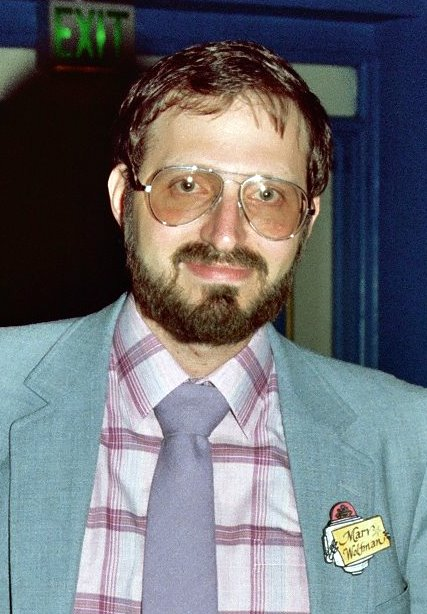
Marv Wolfman au San Diego Comic Con en 1982
(photographie d'Alan Light).

En 1980, Wolfman revint chez DC à cause de conflit avec Jim Shooter, le nouveau rédacteur en chef de Marvel. Il s'associa avec le dessinateur George Pérez et proposa de relancer une série qui avait déjà été annulée deux fois : les Teen Titans.
The New Teen Titans vit le jour, et de nouveaux personnages furent créés (Raven, Starfire et Cyborg) en plus de l'équipe des origines (Robin, Wonder Girl, Kid Flash et Beast Boy-renommé Changelin). Cette nouvelle série fut le premier succès d'estime de DC après plusieurs années de passage à vide,.
À cette période, Wolfman collabora aussi avec Gil Kane sur Superman, et s'associa avec Colan (qui lui aussi avait quitté Marvel pour DC) pour un titre, Night Force qui dura peu de temps.
En 1985, Pérez et Wolfman lancèrent Crisis on Infinite Earths, une série en 12 numéros sortie pour les 50 ans de DC. La série voit défiler des milliers de personnages, et raconte une histoire qui va de la création de l'Univers à sa fin. On assiste à la mort de nombreux héros, ainsi qu'à l'intégration de personnages issus d'autres éditeurs.
Wolfman était aussi impliqué dans le renouveau de l'historique de Superman. Il remit au goût du jour Lex Luthor. Il fut le premier scénariste sur le nouveau titre Adventures of Superman.
Quand Pérez quitta les Titans en 1986, Wolfman continua la série avec d'autres dessinateurs – Jose Luis Garcia Lopez, Eduardo Barreto et Tom Grummett – mais la série n'eut jamais plus le même succès critique et commercial. Wolfman lui-même disait qu'il arrivait à bout de ce qu'il avait à raconter. Il quitta le titre à sa demande pour travailler sur une autre série. Toutefois DC n'annula pas la série des Titans, mais le redémarra avec une autre équipe créatrice. 
Depuis lors, Wolfman écrivit de moins en moins pour les comics et se tourna vers d'autres moyens d'expression, particulièrement l'animation et la télévision. Sa série The Man Called A-X (sortie au milieu des années 1990) est un point de vue intéressant sur l'idée de cyborgs et sur ce que signifie être « humain »
Récemment il reprit ses activités de scénariste pour Defex, le titre phare de Devil's Due Publishing. Il a aussi écrit un numéro spécial pour DC comics s'inscrivant dans la série Infinite Crisis. 
Actuellement, il collabore avec Geoff Johns sur la série Teen Titans et travaille sur une mini-série basée sur Raven.
Wolfman a écrit un roman basé sur Crisis on Infinite Earths, mais au lieu d'avoir suivi l'intrigue originelle, il a créé une tout autre histoire centrée sur Barry Allen. Les deux premières éditions du roman ont été épuisées en deux mois, et une édition complète a vu le jour en avril 2006. Il a aussi écrit le roman adapté du film Superman Returns, qui devrait être disponible en juin 2006.
Fin 2006 devrait être disponible le DVD de Condor, un film d'animation qu'il a réalisé pour la compagnie de Stan Lee, Pow Entertainment. 
Toujours en 2006 il a été directeur éditorial pour Impact Comics, réalisant 15 manga éducatifs.
En 2019, il participe a l'écriture du crossover Crisis On Infinite Earths du Arrowverse mettant en scène les personnages des séries Arrow, The Flash, Supergirl, Legends of Tomorrow et Batwoman, et y fait un caméo jouant son propre rôle dans la partie diffusée dans la série Supergirl.

## Personnages créés
- Nightwing (l'identité, pas le personnage)
- Tim Drake
- NKVDemon
- Destiny (DC Comics)
- Jonny Double (cocréé avec Len Wein)
- Starfire I (cocréé avec Len Wein)
- Raven
- Cyborg
- Deathstroke
- Jericho
- Trigon
- Brother Blood
- Terra
- Blade
- Hannibal King
- Nova
- Chatte noire
- Doctor Light
- Monitor
- Anti-Monitor
- Magenta
- Alexander Luthor, Jr.
- Bullseye
- Terrax
- Cat Grant
- Gangbuster
- Vigilante
- Cheshire
- Pantha

## Prix et récompenses
- 1973 : Prix Shazam du meilleur scénariste humoristique
- 1975 : Prix Shazam de la meilleure histoire humoristique pour « Kaspar the Dead Baby », dans Crazy no 8 (avec Marie Severin)
- 1979 : Prix Inkpot
- 1982 : Prix Eagle du meilleur nouvelle livre pour New Teen Titans
- 1984-1985 : Prix Eagle du meilleur group book pour New Teen Titans
- 1985-1986 : Prix Jack Kirby de la meilleure mini-séri pour Crisis on Infinite Earths (avec George Pérez)
- 2007 : Prix Scribe de l'adaptation en roman de fiction spéculative
- 2008 : Prix national du livre juif de la littérature jeunesse pour Homeland, The Illustrated History of the State of Israel
- 2011 : Temple de la renommée Will Eisner